# أحافير طفل برجس
أحافير طفل بُرجس، تشكلت في نفس فترة تشكل طفل برجس نفسه، إذ تشكلت منذ حوالي 505 ملايين سنة في منتصف العصر الكمبري. أكتشفت في كندا عام 1886،  وجمع تشارلز دوليتل والكوت أكثر من 65 ألف عينة في سلسلة من الرحلات الميدانية إلى موقع في جبال الألب من عام 1909 حتى عام 1924. و بعد أن تركت في طي النسيان من الثلاثينيات حتى أوائل الستينيات ، عادت عمليات التنقيب وإعادة الفحص والتقييم لمجموعة والكوت ونتج عنها  كشوفات مهمة لأنواع جديدة ، تشير التحاليل الإحصائي إلى أن الاكتشافات الإضافية ستستمر في العطاء في المستقبل المنظور. قام ستيفن جاي جولد في كتابه " الحياة الرائعة " بتأريخ هذه الاكتشافات حتى أوائل الثمانينيات ، كل هذا يحسب له رغم تحليلاته للآثار المترتبة على التطور التي كانت محل خلاف آنذاك.
تتكون هذه الطبقات الأحفورية من سلسلة من طبقات الطفل بمتوسط سمك 30 مليمتراً (1.2 بوصة)، وبمجموع سماكة 160 متراً تقريباً (520 قدما). ترسبت هذه الطبقات على وجه مقابل لجرف من  الحجر الجيريتحت سطح البحر. هذه التضاريس رفعت لاحقًا حتى وصلت  لارتفاع 2,500 متراً  (8,000 قدم) فوق مستوى سطح البحر الحالي أثناء تشكل جبال روكي.
حفظت هذه الأحافير بطريقة مميزة تعرف باسم الحفظ بطريقة طفل برجس، والتي تحافظ على الأنسجة القاسية إلى حد ما كما هو الحال مع الأدمات أو الجليدات وتحفظها على هيئة غشاء رقيق، وتقوم أيضاً بحفظ الأنسجة الرخوة على هيئة أشكال صلبة، هذه العملية سريعة بحيث لا يؤدي تحللها إلى تدميرها. وأما الأنسجة متوسطة الرخاوة، مثل العضلات، فإنها تفقد ولا تحفظ. لا يزال العلماء غير متأكدين من العمليات المكونة لهذه الأحافير. هناك قليل من الشك بأن هذه الحيوانات قد طمرت تحت وابل من الرواسب التي تدفقت كارثيا، إلا أنه من غير المؤكد ما إذا كانت قد نقلت عن طريق التدفقات من مواقع أخرى، أو أنها عاشت في المنطقة التي طمرت فيها، أو كانت مزيجًا من العينات المحلية والمنقولة. ترتبط هذه المشكلة ارتباطًا وثيقًا بما إذا كانت الظروف المحيطة بمواقع الطمر تعاني من نقص الأكسجين أو تحتوي على إمداد معتدل من الأكسجين. يُعتقد عمومًا أن ظروف نقص الأكسجين هي الأكثر ملاءمة لعملية التحجر، ولكن هذا يشير ضمنيًا إلى أن الحيوانات لا يمكن أن تعيش حيث طمرت.
في السبعينات وبداية الثمانيات، كانت أحافير برجس تعتبر إلى حد كبير أنها دليل بأن شعب الحيوانات المألوفة قد ظهرت سريعاً في العصر الكمبري المبكر، في ما يعرف غالبا باسم الانفجار الكمبري. هذا الرأي كان معروفًا بالفعل لتشارلز داروين، واصفاً إياه أحد أكبر الصعوبات التي تواجه نظرية التطور التي قدمها في كتاب أصل الأنواع عام 1859. ومع ذلك، فمنذ أوائل الثمانينيات من القرن الماضي، قامت طريقة التصنيف التفرعي الحيوي لتحليل "أشجار العائلة التطورية" بإقناع معظم الباحثين بأن العديد من "عجائب طفل برجس الغريبة"، مثل الأوبابينا والهالوسيجينا، أنهم مجرد "عمات وأبناء عمومة" تطوريين لأنواع العصر الحالي وليسو انتشاراً سريعا لشعب منفصلة لم يدم بعضها طويلاً. على كل حال، ما يزال الجدل قائماً حتى الآن، وقوي أحياناً، حول العلاقات بين بعض مجموعات الحيوانات آنذاك.

## الاكتشاف والجمع وإعادة الفحص
عثر على أول أحافير طفل برجس على جبل ستيفن في جبال روكي الكندية بواسطة عامل بناء، ووصلت تقاريره عنها إلى ريتشارد ماكونيل من هيئة المسح الجيولوجي الكندية. عثر ماكونيل هناك على طبقات ثلاثي الفصوص في عام 1886، وبعض الأحافير غير العادية التي أبلغ عنها رئيسه. شخصت بعض هذه الأحافير خطئا على أنها روبيان مقطوع الرأس مع زوائد منفصلة، وسميت باسم أنومالوكاريس أو الروبيان الشاذ، بسبب زوائدها الغريبة - ولكن تبين أنها قطع احجية استغرقت 90 سنة لحلها.

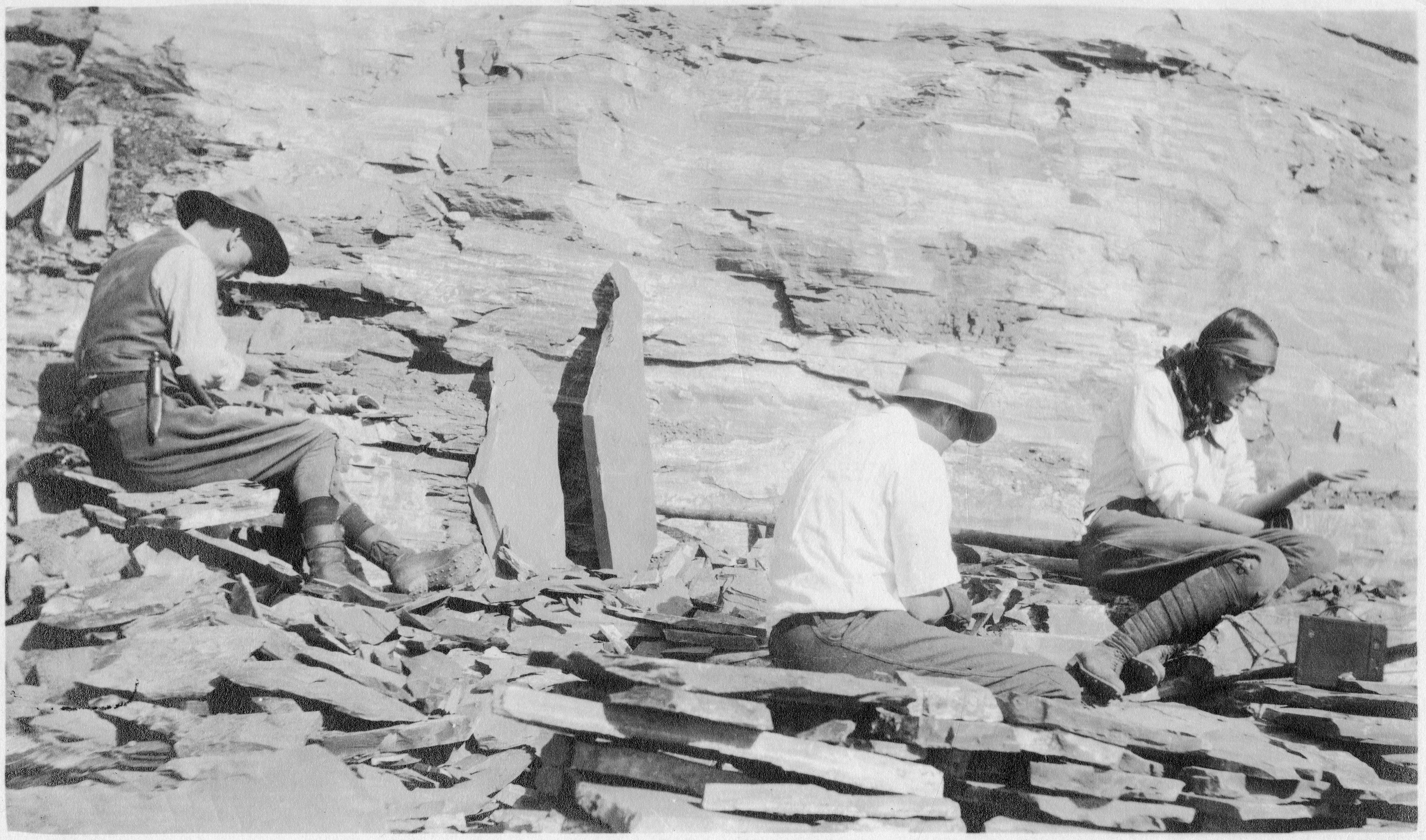
تشارلز والكوت يبحث في طفل برجس عن الأحافير، بمساعدة زوجته وابنه، عام. 1913

أحافير مماثلة كان قد أبلغ عنها أبان عام 1902 بالقرب من جبل فيلد، الجزء الآخر من متكون ستيفن. قد يكون هذا سبب زيارة تشارلز دوليتل والكوت جبل فيلد عام 1909. وجد والكوت لوحًا من الأحافير ووصفه بـ " قشريات غلصميات الأرجل" أثناء التقاطه الصور هناك. في نهاية أغسطس وحتى أوائل سبتمبر عام 1909، جمع فريقه، بما فيهم عائلته، الأحافير من هناك، وفي عام 1910 افتتح والكوت مقلعا أعاد زيارته مع زملاؤه في 1911 و 1912 و 1913 و 1917 و 1924، ليغنموا بأكثر من 60 ألف عينة. كان والكوت سكرتيرًا لمؤسسة سميثسونيان من عام 1907 حتى وفاته عام 1927،  وهذا ما أشغله لدرجة أنه كان يحاول تخصيص وقت لتحليل اكتشافاته قبيل عامين من وفاته. وعلى أنه أولى اهتماما بالتفاصيل الاستثنائية لتلك العينات، التي كانت الأحافير الأولى المعروفة لحيوانات رخوة من العصر الكمبري، إلا أن لديه اهتمامات بحثية أخرى: مثل وصف طبقات حقب الحياة القديمة لجبال روكي الكندية، والتي شغلت الحيز الأكبر من وقته آنذاك. بالإضافة لدراسة أحافير ما قبل الكمبري من طحالب وبكتيريا،  والتي أولى لها نفس القدر من الأهمية بقدر أهمية الأحافير الحيوانية.  تمكن من نشر أربع أوراق "أولية" عن الحيوانات الأحفورية في عامي 1911 و1912، ومقالات أخر في 1918 و1919 و1920. بعد أربع سنوات من وفاة والكوت، أنتج مساعده تشارلز ريسر حزمة من الأوصاف الإضافية من ملاحظات والكوت. معظم تصنيفات الأحافير التي وضعها والكوت مرفوضة الآن،  لكنها مدعمة في ذاك الوقت، ووافق على تغيير واحد فقط لأحد استنتاجاته التي كان يدور حولها بعض الخلافات. العديد من التعليقات التي جاءت آنذاك قدمت بالاستفادة من الإدراك المتأخر ومن التقنيات والمفاهيم غير المعروفة في زمن والكوت.
وعلى أن بيرسي ريموند افتتح مقلعاً عام 1931 ونقب فيه لفترة وجيزة بحوالي 20 متر (66 قدم) فوق طبقة والكوت المعروفة باسم "طبقة فيليبود"، إلا أن أحافير طفل برجس لم تنل الاهتمام الكافي في فترة الثلاثينيات إلى أوائل الستينيات، وخزن معظم العينات التي جمعها والكوت على رفوفٍ عالية في الغرف الخلفية لمؤسسة سميثسونيان. بين عام 1962 ومنتصف السبعينيات، أعاد ألبرتو سيمونيتا فحص بعض مجموعات والكوت واضاف بعض التفسيرات الجديدة لها. ابتداءً من أوائل سبعينيات القرن الماضي، بدأ هاري ويتينغتون، مع زملاؤه ديفيد بروتون وكريستوفر هيوز، وطلابه الخريجين ديريك بريجز وسيمون كونواي موريس في إعادة فحص شامل لمجموعة والكوت. على الرغم من أنهم قاموا بتعيين مجموعات من الأحافير لكل عضو في فريقهم، إلا أنهم قرروا جميعًا أي الأحافير التي يجب تعطى الأولوية للتحقيق فيها وبأي ترتيب. أثارت منشوراتهم ونشر ستيفن جاي جولدز لعملهم في كتابه حياة رائعة Wonderful Life اهتمامًا علميًا دائمًا ولفت الاهتمام العام بالانفجار الكمبري، والظهور السريع على ما يبدو للكائنات ثنائية التناظر المعقدة إلى حد ما في أوائل العصر الكمبري .
البحث المستمر عن أحافير طفل برجس منذ منتصف السبعينيات أدى إلى وصف العديد من المفصليات، مثل سانكتاكاريس في الثمانينات،  و أورثروزانكلس عام 2007 والتي بدت وكأنها بزاقة ذات قشرة صغيرة في مقدمتها، ودرع فوق ظهرها ممتد طولاً، وأشواك منحنية حول حوافها.  عمليات التنقيب الحديثة كشفت عن أنواع لم توصف أو تسمى رسميًا حتى الآن. كما أنهم كشفوا عن أحافير أكثر وأحيانًا أفضل للحيوانات المكتشفة سابقاً، فعلى سبيل المثال، الأودونتوغريفوس Odontogriphus كان معروفًا لسنوات عديدة من عينة واحدة محفوظة بحالة متردية، لكن اكتشاف 189 عينة أخرة شكل الأساس لوصف تفصيلي وتحليلي لها عام 2006. استمرت عمليات إعادة الفحص لمجموعة والكوت، حتى نتج عنها إعادة بناء حيوان هورديا عام 2009، وهو كائن بحري كبير.

## الجيولوجيا
طفل
  حجر جيري
  دولومايت
طفل برجس هو سلسلة من الرواسب المنتشرة على مسافة رأسية يصل سماكتها إلى مئات الأمتار طولاً، وتمتد جانبياً لمسافة أفقية لا تقل عن 50 كيلومتر (30 ميل). ترسبت هذه الرواسب في الأصل على قاع بحر ضحل؛ خلال نشأة لاراميد في العصر الطباشيري المتأخر، ثم قامت العمليات البانية للجبال بضغط  الرواسب لأعلى حتى وصلت لموقعها الحالي على ارتفاع يناهز كيلومترين ونصف ( تقريباً حوالي 2,500 متر (8,000 قدم) ) وذلك في جبال روكي.
توجد الصخور الحاوية على الأحافير ضمن حدود تقع بين شريطين متداخلين جزئيًا من صخور ممتدة على طول الوجه الغربي لجبال روكي الكندية. على الجانب الشرقي من هذه الحدود يوجد متكون كاثيدرال، وهو رصيف من الحجر الجيري شكلته الطحالب. السطح الغربي لمتكون كاثيدرال شديد الانحدار ويتكون من الدولوميت المقاوم،  والذي كان في الأصل جزءًا من الرصيف الجيري، ولكن بين منتصف العصر السيلوري والديفوني المتأخر، تحول عن طريق التدفقات الحرارية المائية لمحلول ملحي تصل حرارته إلى 200 °م (400 °ف)، فاستبدلت (أو دلمتت) كميات كبيرة من الكالسيوم في الجير بالمغنيسيوم. توجد طبقة من الطفل الصفحي مستندة جزئيًا على الجزء العلوي من متكون كاثيدرال وجزئيًا على الجانب الغربي منه. كانت هذه الطبقة الصخرية تسمى بمتكون ستيفن "الرقيق" حيث يقع هذا المتكون الرقيق  فوق متكون كاثيدرال، ومتكون ستيفن "السميك" حيث يقع في الناحية الغربية؛ على كل حال، متكون ستيفن "السميك" يُعرف الآن باسم متكون برجس.

يتكون الطفل الصفحي من طبقات متناوبة ذات حبيبات دقيقة من الحجر الطيني السليكي (طين مضغوط وصلب مصنوع في الأصل من صخور السيليكات المطحونة) والكالسسيلتايت، وهو عبارة عن أصداف حيوانية المنشأ. تحتوي طبقات الكالسسيلتايت على نسب غير ضئيلة نسبيا من الأصداف وأحيانا على أحافير غير متمعدنة حيوياً، (مثل أنابيب القضيبيات). إن الكائنات ذات الأجسام اللينة التي يشتهر بها طفل برجس، قد تحفرت في طبقات الحجر الطيني، والتي يتراوح سمكها بين 2 و 170 مليمتر (0.079 و 6.693 بوصة)، بمتوسط 30 مليمتر (1.2 بوصة) ،  ولها قواعد معلومات درست جيداً. تختلف الآراء حول الكيفية التي تكونت فيها طبقات الحجر الطيني: ربما عن طريق الانهيارات الطينية من أعلى رصيف حجر متكون كاثيدرال الجيري، عندما كانت حافتها تتعرض للانهيار من وقت لآخر؛ أو ربما بسبب العواصف التي خلقت تيارات خلفية جرفت فجأة كميات كبيرة من الوحل من فوق الرصيف الجيري. كل طبقة من الحجر الطيني هي نتيجة لكارثة تكونت بطريقة مشابهة. طبقة الفيليبود العظمى (أو طبقة غلصميات الأرجل العظمى) ذات السبعة أمتار سماكة (23 قدما)  تتكون من طبقات  والكوت الشهيرة المعروفة باسم "طبقة الفيليبود" بالإضافة إلى 5 أمتار  (16 قدما) أسفلها التي تحتوي على الأقل على 36 طبقة  ترسبت خلال أكثر من 10 إلى 100 ألف سنة، حيث كانت البيئة مستقرة آنذاك بوجه أساسي.

## حفظ الحفريات
إن العمليات المسؤولة عن الحفاظ على الجودة الاستثنائية لأحافير طفل برجس  غير واضحة حتى الآن، ويرجع ذلك جزئيًا إلى مسألتين مرتبطتين: إما أن تلك الكائنات قد طمرت في المكان التي تعيش فيه (أو ربما نقلت لمسافات طويلة بواسطة تدفقات الرواسب)، أو ربما كانت المياه في مواقع الطمر ناقصة الأكسجين، مما يحد من تأثير الأكسجين على التحلل. الرأي التقليدي يقول بأنه لا يمكن الحفاظ على الأجسام والأعضاء الرخوة إلا في ظروف نقص الأكسجين، وإلا فإن البكتيريا المتنفسة للأكسجين ستسرع من عملية التحلل بأسرع ما يمكن. وهذا يعني أن كائنات قاع البحر لا يمكن أن تعيش هناك. ومع ذلك، في عام 2006، خلص كارون وجاكسون إلى أن حيوانات قاع البحر دفنت حيث تعيش. أحد أدلتهم الرئيسية هو أن العديد من الأحافير تمثل حيوانات رخوة الجسم متحللة جزئيًا مثل كثيرات الأهداب، التي ماتت بالفعل قبل وقت قصير من حدث الطمر، كان من الممكن أن تتقطع أوصالا وتتجزأ لو افترضنا أنه قد نُقلت من مسافات كبيرة بواسطة عاصفة من الرواسب الدوامة. الدليل الآخر الذي يدعم فرضية الطمر حيث عاشت تلك الحيوانات هو وجود أنابيب وجحور في تلك المواضع، وكذلك أحافير لكائنات حفظت وهي تتغذى، مثل ما عثر عليه من مجموعة من الديدان القضيبية الآكلة للحوم التي تجمعت حول كائن مفصلي كان قد انسلخ حديثا من قشرته الخارجية ولم يتسنى لبشرته أن تتصلب حينذاك. كما عُثر على كائنات قد طمرت وهي تسبح وتحفرت مباشرة تحت المكان الذي تعيش فيه.
الآثار الأحفورية (ما يدل على نشاط الكائنات القديمة من مسير وجحور وغيرها) نادرة هناك ولم يعثر حتى الآن على جحور تحت قاع البحر في طفل برجس. اُستخدِم غياب هذا النوع من الآثار لتدعيم فكرة أن المياه القريبة من قاع البحر كانت ناقصة الأكسجين. ومع ذلك، فمن الممكن أن الماء الموجود فوق قاع البحر مباشرة كان مؤكسجًا في حين أن المياه الموجودة في الرواسب تحته كانت ناقصة الأكسجين، ومن الممكن ببساطة أيضاً أنه لم تكن هناك حيوانات تختبئ في أعماق قاع طفل برجس. بعض الأحافير دائمًا ما تكون بوضعها الصحيح غير مقلوبة، كأحافير الماريلا، مما يشير إلى أنها لم تنقل من مسافات بعيدة أو لم تنقل أصلا. البعض الآخر من الأحافير، مثل الويواكسيا، غالبًا ما تكون مستلقية بزاوية غريبة غير مألوفة، ونادرًا ما تحتوي بعض أحافير الحيوانات ذات الأصداف أو ذات المكونات المتقسية على بقايا لأنسجة رخوة. يشير هذا إلى أن المسافات  التي نقلت فيها الجثث قد تختلف بين الأجناس، على الرغم من أن معظمها دُفن في المكان التي عاشت فيه.

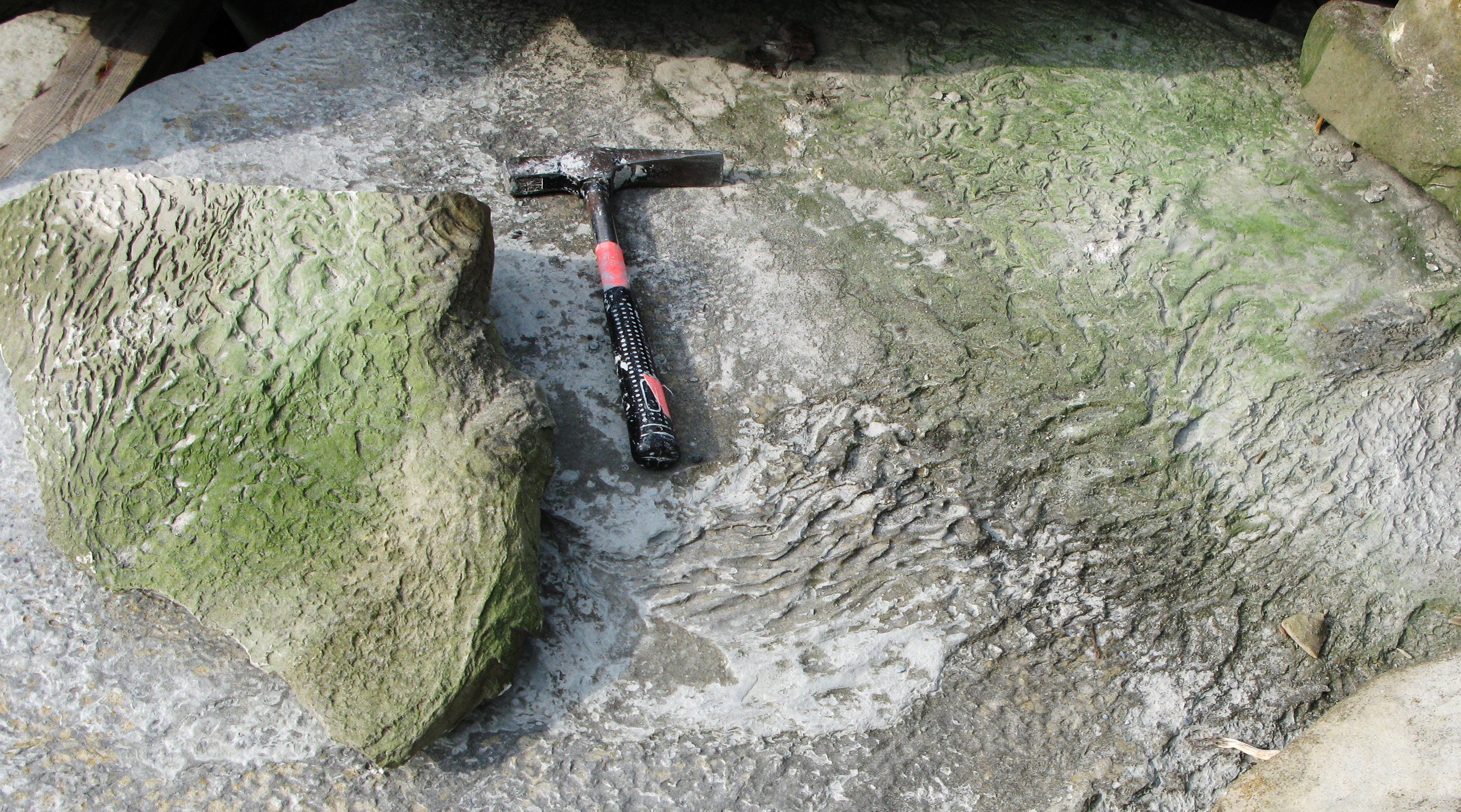
نسيج نموذجي لـ"جلد الفيل" المتجعد للحصائر الميكروبية

الأحافير المعروفة باسم جيرفانيلا و مورانيا قد تمثل أعضاء مجتمعات الحصائر الميكروبية. تظهر المورانيا في ثلثي الألواح التي درسها كارون وجاكسون، وفي بعض الحالات يظهر نسيج "جلد الفيل" المتجعد تجعاً نموذجي للحصائر الميكروبية المتحجرة. فإذا كانت هذه الحصائر موجودة، فإنها لربما وفرت طعامًا للكائنات الراعية، ولربما ساعدت في الحفاظ على الأجسام والأعضاء الرخوة، عبر إنشاء مناطق خالية من الأكسجين تحت الحصائر، وبالتالي تثبيط البكتيريا المتسببة بالتحلل.
ربما قُتلت حيوانات طفل برجس بسبب التغيرات التي طرأت على بيئتها إما قبل أو أثناء الانزلاقات الطينية التي طمرتها. آليات القتل المقترحة تتضمن ما يلي: التغيرات في الملوحة، والتسمم بمواد كيميائية مثل كبريتيد الهيدروجين أو الميثان، والتغييرات في توافر الأكسجين. وتغير ثبات قاع البحر. حدث الموت لا يرتبط بالضرورة بالطمر، وربما كانت هناك أحداث موت متعددة بين أحداث الطمر؛ لكن الكائنات الحية المقتولة مباشرة قبل الطمر هي الوحيدة التي ستسنح لها الفرصة للتحول إلى أحفورة، بدلاً من تتعفن أو تلتهم.

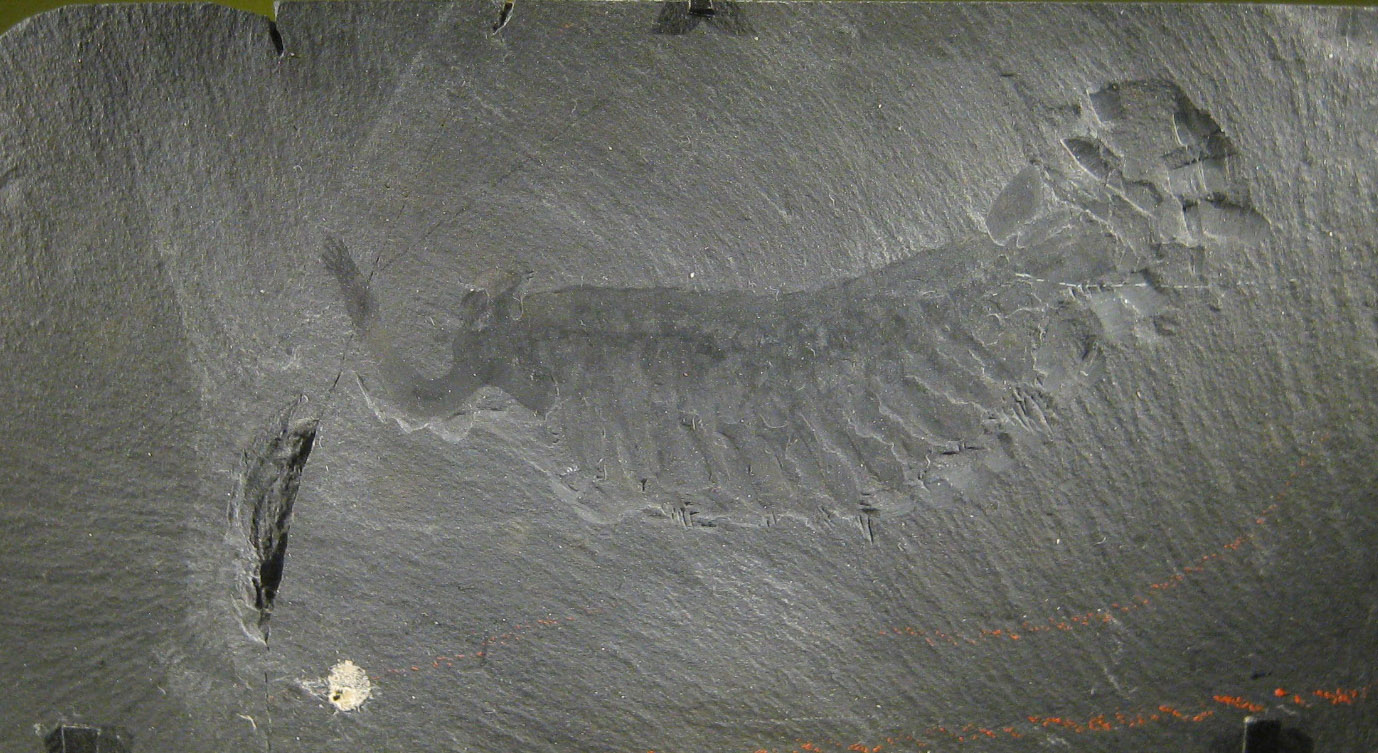
أحفورة طينية بورغيس مسطّحة نموذجية ، أوبابينيا. أحفورة مسطحة مثالية لأوبابينا، من أحافير طفل برجس.

نمط حفظ طفل برجس يُعرَّف  بأنه تحجر الكائنات غير المتمعدنة حيوياً على شكل أغشية كربونية مسطحة في الطفل الصفحي البحري. عندما تبدأ الكائنات بالتحلل في هذا النوع من الحفظ، تنهار أنسجتها تحت وطأة الرواسب التي طمرتها. الأحافير النموذجية المسطحة لهذا النوع، عبارة عن خطوط خارجية للأجزاء الصلبة من الكائن مثل الجليدة والفكين، التي قاومت التحلل لفترة طويلة بما يكفي لأن تتحجر. أحيانا، تعصر الأجزاء الرخوة لخارج الكائن المتحلل، مثل العضلات ومحتويات الأمعاء، على شكل لطخات داكنة على الأحفورة. أما الكائنات التي تفتقر إلى الهياكل الصلبة، مثل الديدان المفلطحة والفطريات والرخويات عديمة القشرة، فإنها لا تحفظ عبر هذا العملية. الأنسجة شديدة الرخاوة والنشطة كيميائيًا يمكن الحفاظ عليها عبر عمليات حفظ مختلفة. على سبيل المثال، أثناء التحلل، تقوم البكتيريا بتعديل الغدد الوسطى غير العادية كيميائيًا لبعض الكائنات الحية وتحويلها إلى الفوسفات المعدني الصلب. هذا التغيير يحدث بسرعة كبيرة، وقبل أن تضغط الجثة، لتترك قالبًا ثلاثي الأبعاد للأنسجة. تحفظ الخياشيم في حالة قريبة من شكلها الأصلي وبصورة ثلاثية الأبعاد بسبب هذه العملية. كما يمكن أن تظهر كلتا آليتي الحفظ في نفس الأحفورة. في الطفل الشبيه بطفل برجس عموماً، لا يُحفظ الكائن وأجزاءه الرخوة، كالعضلات مثلا، بينما يتم الحفاظ على الأجزاء شديدة الليونة وكذلك الصلبة إلى حد ما. أحيانا، قد يساعد الحفاظ على أجزاء الجسم المختلفة بطرق مختلفة علماء الأحافير، من خلال اقتراح ما إذا كان جزء من الجسم صلباً إلى حد ما مثل طرف مفصلي (محفوظ كغشاء مسطح) أو ناعم جدًا ونشط كيميائيًا، مثل أجزاء القناة الهضمية (تحفظ على شكل قطعة صلبة من المعدن). قد تساعد هذه الاختلافات أيضًا في تحديد الحفريات والتعرف عليها، من خلال استبعاد الكائنات الحية التي لا تتطابق أجزاء جسمها مع مجموعة أنواع الحفظ الموجودة في قاعٍ أحفوري معين.
غالباً ما كان يقترح بأن هذا النوع من الحفظ سيكون ممكناً بشرط عدم  وجود الحيوانات الحافرة، التي تحفرا مآوِ وجحوراً، وعدم وجود مثبتات النباتات، لأن هذه العوامل ستعكر الرواسب. ومع ذلك، فقد عُثِر على نوع مماثل من الحفظ في أحافير من أواخر مرحلة ريفيان (في دهر الحياة المبكرة)، أي حوالي 850 إلى 750 مليون سنة مضت، ولكن لا توجد أحافير معروفة بين نهاية تلك الحقبة وبداية العصر الكمبري. وهذا قد يعني أن مثل هذا التعكر الحيوي لا علاقة له بظهور واختفاء نمط حفظ طفل برجس. قد يعتمد هذا النمط من الحفظ على وجود ما يشبه الصلصال الذي يثبط التحلل، وقد تكون كيمياء المحيطات آنذاك هي التي أفضت إلى إنتاج هذا النوع الخاص من الصلصال لفترات زمنية محدودة. إذا كان الأمر فعلاً كذلك، فمن المستحيل التأكد متى ظهرت وانقرضت الحيوانات المعروفة باسم "حيوانات طفل برجس". عُثر على عدد قليل من أحافير الحيوانات المماثلة لتلك التي عثر عليها في طفل برجس في صخور من العصر السيلوري والعصر الأوردوفيشي والعصر الديفوني المبكر، أو بكلمات أقل تعقيدا: ما يصل إلى 100 مليون سنة بعد طفل برجس.

## التكوين الحيواني
اعتبارًا من عام 2008، نُشرت دراستين فقط متعمقتين لمجموعة من الأحافير لأجزاء مختلفة من طفل برجس، الدراسة الأولى نشرها سايمون كونواي موريس عام 1986 وأخرى نشرها  كارون مع جاكسون عام 2008. علق كارون وجاكسون بأن كونواي موريس اعتمد على مجموعة من العينات التي ربما لم تكن ممثلة، لأن المنقبين في البداية تخلصوا من العينات التي ظنوا أنها غير مثيرة للاهتمام؛ ولم يسجل بدقة في أي مستوى من التسلسل الصخري قد عثر عليها، مما يجعل التحليلات الزمنية لها مستحيلة. أشارت كلتا الدراستين إلى أن مجموعة الأنواع الموجودة في طبقة فيلوبود من مقلع والكوت (Conway Morris ، 1986) ونسختها الموسعة من طبقة فيلوبود العظمى (Caron and Jackson ، 2008) كانت مختلفة عن تلك الموجودة في أجزاء أخرى من طفل برجس؛  وعلق كونواي موريس بأن الكائنات في معظم مواقع طفل برجس الأخرى تشبه الموجودة في مقلع رايموند، والموجودة في مكانٍ أعلى وبالتالي أحدث من طبقة فيلوبود العظمى.
وجد كونواي موريس أن الأحافير ذات الأصداف في طبقة فيلوبود في مقلع والكوت كانت وفيرة كوفرة الرواسب الأحفورية الصدفية الأخرى، ولكنها تمثل 14٪ فقط من أحافير طبقة فيلوبود. افترض كونواي موريس أن حوالي 70٪ من الأنواع التي عاشت في بحار الكمبري المبكرة غير مناسبة للتحجر، قياسا بالنظم البيئية البحرية الحديثة، فقد قدر أن الأحافير ذات الأصداف تمثل على الأرجح حوالي 2٪ من الحيوانات التي كانت على قيد الحياة في ذلك الوقت. نظرًا لوجود هذه الأحافير ذات الأصداف في أجزاء أخرى من أمريكا الشمالية أحيانا، وعلى نطاق أوسع، فإن أحافير طفل برجس، بما فيها من الأحافير الرخوة، ربما تنبئ بمقدار التنوع الذي يمكن توقعه في مواقع أخرى إذا عثر على نمط حفظ  طفل برجس هناك.
وجد كارون وجاكسون أن حوالي 25٪ من بين 172 نوعًا معروفًا كانت وفيرة ومنتشرة خلال زمن طبقة فيلوبود العظمى، بينما كانت غالبية الأنواع الأخرى نادرة الوجود هناك، ووجدت في منطقة صغيرة لفترة قصيرة من الزمن. في معظم الطبقات، تشكل الأنواع الخمسة الأكثر وفرة من 50٪ إلى 75٪ من نسب الحيوانات الفردية. قد تكون الأنواع المتواجدة نطاقات واسعة في الزمان والمكان هي العامة والمسيطرة، بينما كان يتخصص باقية الأنواع في بيئات محددة. هناك تفسير آخر بديل، يقول بأن بعض الأنواع كانت تستغل الفرصة لاعادة استعمار تلك البيئات بعد كل حادثة طمر. الأنواع الستة التي ظهرت في جميع الطبقات كانت على الأرجح هي الأنواع العامة.
في كل طبقة من طبقات الطمر، تشكل الأنواع الأكثر شيوعًا فيها - عموماً - عدة أضعاف عدد الأفراد الممثلين لثاني أكثر الأنواع شيوعًا، وتمثل من  15٪ إلى 30٪ من مجموع الحيوانات الأحفورية الفردية. كلما زاد وجود النوع الأكثر شيوعًا في طبقة واحدة، زاد عدد الطبقات الأخر التي يظهر فيها. تمثل هذه الأنواع "المتكررة" 88٪ من مجمل العينات الفردية، ولكنها تمثل 27٪ فقط من عدد الأنواع. قد يشير هذا إلى أن غالبية الأنواع كانت موجودة لفترات أقصر بكثير من فترات وجود تلك المتكرر وجودها. الأنواع التي عاشت في فترات زمنية أقصر، توجد أساسا في الطبقات الأعلى والأحدث. تظهر طبقة فيلوبود العظمى اتجاهًا عامًا لزيادة التنوع الحيوي كلما تقدم الوقت.
في جميع الطبقات تقريبًا، تعتبر المفصليات بأنها مجموعة الأحافير الأكثر وفرة وتنوعًا في طبقة فيلوبود العظمى، ويليها الإسفنج. يعيش 69.2٪ من أفراد طبقة فيلوبود العظمى و 63.9٪ من أنواعها على قاع البحر؛ وضمن هذه المجموعة، تشكل الكائنات المتنقلة المتغذية على جزيئات الطعام من بين الرواسب، نسبة 38.2٪ من إجمالي عدد الأفراد و 16.8٪ من إجمالي الأنواع؛ وأما أصغر مجموعة فرعية، فهي مجموعة الصيادين المتنقلين والزبالين؛ وأما المجموعات المتبقية فكانت المتغذيات بالترشيج اللاطئة. شكلت الحيوانات التي عاشت في الرواسب نسبة 12.7٪ من الأنواع و 7.4٪ من الأفراد. وكان أكبر مجموعتين فرعيتين منها الصيادين المتنقلين والزبالين. وتشكل الحيوانات التي تعيش في القاع والقادرة على السباحة 12.7٪ من الأنواع و 7.4٪ من الأفراد. وأما الكائنات التي قضت كل حياتها سابحةً، كانت نادرة جدًا، حيث تمثل 1.5٪ فقط من الأفراد و 8.3٪ من الأنواع.
هذه الأنماط يبدو أنها تنطبق على كل طفل برجس (عدد قليل من الأنواع الشائعة والعديد من الأنواع النادرة؛ هيمنة المفصليات والإسفنج، والنسب المئوية لتكرار أنماط الحياة المختلفة). ومع ذلك ، تختلف هوية الأنواع السائدة بين المواقع. فعلى سبيل المثال، غالبا ما تحتل الماريلا المركز الأول كأكثر الكائنات شيوعًا في طفل برجس، بسبب وفرتها بين العينات التي جمعها والكوت، ولكنها تعد ثالث أكثر الكائنات وفرة في طبقة فيلوبود العظمى، ونادرة جدًا في أماكن أخرى.
يتشابه المجتمع والبيئة بوجه عام مع المجتمعات المحلية الأخرى في الكمبري، مما يشير إلى وجود مجموعة عالمية من الأنواع التي أعادت إستعمار المواقع بعد وقوع كوارث الطمر.
استخدم كارون وجاكسون برامج الكمبيوتر لمحاكاة عدد الأنواع التي يمكن العثور عليها إذا تم تضمين عدد أصغر من العينات، ووجدوا أن عدد الأنواع "المكتشفة" لا يصل إلى مرحلة الاستقرار، بل يستمر في الازدياد مع زيادة عدد العينات. يشير هذا إلى أن طفل برجس ربما ما يزال يخبئ لنا أنواعا لم تكتشف بعد، على الرغم من أنها ربما تكون نادرة جدًا. بعض الأنواع المكتشفة مؤخرًا، التي عرفتها فرق التجميع عام 2008، لم تحصل إلا على أسماء مستعارة مثل "الدب الصوفي" و "الفانوس السيامي" ولكن لم يتسنى لها الحصول على وصف وتسمية رسمية حتى الآن. أطلق الفريق أيضًا على اكتشاف آخر باسم " كريبوسورس Creeposaurus" ، وفي عام 2010 وُصف هذا الحيوان واسمه رسميًا هيربيتوغاستر .

## أحافير بارزة

### أحافير رخوة الجسم
غطى المسح الذي أجراه كارون وجاكسون 172 نوعًا من طبقة فيلوبو العظمى. تركز القائمة أدناه على الاكتشافات في أواخر القرن العشرين، وعلى الأنواع التي كانت محورية في المناقشات العلمية الرئيسية.
الماريلا  كانت أول أحافير طفل برجس التي أعاد ويتينغتون فحصها، وأعطت أول مؤشر على أن المفاجآت في الطريق. على الرغم من أنه من الواضح أن مفصليات الأرجل كانت تمشي على قاع البحر ، إلا أن الماريلا كانت مختلفة تمامًا عن مجموعات المفصليات البحرية المعروفة (ثلاثية الفصوص والقشريات وكلابيات القروب) في بنية أرجلها وخياشيمها، وقبل كل شيء في عدد ومواضع الزوائد على رأسها، وهي السمة الرئيسية المستخدمة لتصنيف المفصليات. كما قدمت أحفورة الماريلا من طفل برجس أول دليل واضح على حدوث الانسلاخ.
وصف اكتشاف الأنومالوكاريس ("الربيان الشاذ") بأنه كوميديا من الأخطاء. أطلق الاسم في البداية على أحفورة بدت وكأنها الجزء الخلفي من حيوان قشري كالربيان. كما أن والكوت صنف أحفورة لها شكل حلقي بأنها نوع من قناديل البحر، وسماها بيتويا، وصنف أحفورة حفظت حفظاً سيئاً  وسماها لاغانيا معتبراً إياها خيار بحر. بعد العديد من التقلبات الدرامية في أحداث اكتشاف الأنومالوكاريس، بدأ ديريك بريجز في تشريح أحفورة غير معرفة مسبقاً في شرائح رقيقة، ووجد زوجًا من أشباه الأنومالوكاريس في أحد طرفي عينة لاغانيا، وتحتوي أيضًا على عينة من اليتويا مرفقة خلف تلك الموجودة في الأنومالوكاريس. بعد تشريح المزيد من العينات وإيجاد تكوينات مماثلة بنفس الترتيب، خلص بريجز وويتنجتون إلى أن المجموعة بأكملها تمثل حيوانًا واحدًا، وسموه أنومالوكاريس لأنه كان أول اسم مخصص لأي من أجزائه. كان جسم هذا الحيوان هشًا وعادة ما يتفكك قبل أن يتحفر. لكن الحيوان الكامل كان لديه زوائد صلبة للامساك (وهو ما كان يعتقد بأنه لوحدها هي الأنومالوكاريس)، وفم قاسٍ كالحلقة به أسنان حافته الداخلية (البيتويا) وجسم طويل مجزأ (لاغانيا) مع رفارف على الجانبين تمكنه من السباحة وتتماوج بحركة موجية تشبه الموجة المكسيكية، وربما مكنته من المناورة بالدوران بسرعة عن طريق عكس اتجاه حركة الرفارف. طول هذا الكائن يصل إلى 38 سم (1.25 قدم) حسب آخر التقديرات لو تجاهلنا قياس زوائده الأمامية  اقترح نيدين عام 1999 بأن هذا الحيوان كان قادرًا على نهش أجساد ثلاثية الفصوص (التريلوبايت) المدرعة تدريعاً قاسياً وتقطيعها إرباً، ربما عن طريق القبض على أحد طرفي فرائسها بين أفكاكها بينما تقبض بزوائدها الأمامية على الطرف الآخر من من الحيوان محركة إياه بسرعة ذهابًا وإيابًا، مما يتسبب في تمزق الهيكل الخارجي للفريسة، سامحاً للمفترس بالوصول إلى أحشاءه. في عام 2009، وجد هاغادورن أن أجزاء فم الأنومالوكاريس أظهرت كماً قليلاً من التآكل، مما يشير إلى أنها لم تتلامس مع الهياكل المتمعدنة لثلاثيات الفصوص. تشير النمذجة الحاسوبية لأجزاء فم الأنومالوكاريس إلى أنها كانت في الواقع أكثر ملاءمة لامتصاص الكائنات الحية الصغيرة الرخوة.  وعلى أن ويتينغتنون  وبريغز استنتجوا أن الأنومالوكاريس لا يمكن وضعها ضمن أي شعبة معروفة، إلا أن بحوثاً منذ التسعينيات خلصت إلى أنها مرتبطة ارتباطًا وثيقًا بالأوبابينيا وأسلاف المفصليات. في عام 2009، عثر على أحفورة سميت شيندرهانيس بارتيلسي، وعلى ما يبدو أن لها صلة قرابة واضحة مع الأنومالوكاريس، وهي تنتمي للعصر الديفوني أي حوالي 100 مليون سنة من زمن طَفل برجس. أطلق كونوي موريس على الهالوسيجينيا هذا الاسم - والذي يعني الهلوسة -  لأنها بدت غريبة عندما قام بإعادة بنائها، فقد كانت تشبه الدودة التي  تسير على أشواك طويلة وصلبة ولها صف من اللوامس على ظهرها.  لكن حدثت المفاجئة في أواخر الثمانينيات من القرن الماضي، فلقد قلبها لارس رامسكولد حرفيًا، بحيث أصبحت المجسات التي على ظهرها هي أقدامها، وأما ما كان يعتقد بأنها أرجلها، فقد انقلبت وأعتبرها مجرد أشواك على ظهرها تستخدمها للدفاع. صنفها رامسكولد بأنها من شعبة حاملات المخالب، الديدان التي تعرف بأنها ديدان ذات أقدام، وهي شعبة قريبة من المفصليات. هناك رأي آخر يقول بأ الهالوسيجينيا مجرد ديدان مدرعة من فصيات الأقدام والقريبة أكثر إلى المفصليات مقارنة بحاملات المخالب، ولكن أقل قرباً إلى المفصليات إذا ما قارناها بالأوبابينيا أو الأنومالوكاريس.
شمعظم أحافير ويواكسيا عبارة عن أشواك وصفائح درعية غير منتظمة  ولكن بعد فحص العشرات منها، أعاد كونواي موريس بنائها فيما يشبه البزاقات ومغطاة بصفوف من لوحات درعية متداخلة، مع صفين من أشواك أطول متجهة للأعلى. كان هناك نقاش محتدم منذ ١٩٩٠ حول ارتباط الويواكسيا بإحدى الشعبتين: إما شعبة الرخويات وإما شعبة الحلقيات ممثلة بطائفة  كثيرات الأشعار. مؤيدو علاقتها الوثيقة مع الرخويات استندوا على وجود قضيبين، ممتدين عبر الفم ومسلحين بأسنان تشير للخلف، مفسرين هذين القضيبين بأنه شكل بدائي من المبرد، وهو لسان مسنن تستخدمه الرخويات لكشط الطعام وإعادته مرة أخرى إلى الحلق. صرح نيكولاس باترفيلد، الأكاديمي الوحيد الذي نشر مقالات تصنف الويواكسيا بأنها أقرب إلى كثيرات الأشعار، وبأن جهاز التغذية المكون من صفين لا يمكن أن يؤدي الوظائف المعقدة  مقترحاً بدلاً من ذلك بأن جهاز تغذيتها مشابه لزوج القضبان المسننة المصفوفة جنبًا إلى جنب الموجودة في بعض كثيرات الأشعار.  وقد وجد لاحقاً بعض الأحافير المجزأة، أقدم بحوالي 5 إلى 10 مليون سنة من طفل برجس، واعتبرها مبارد مبكرة أكثر إقناعًا مقارنة بما تمتلكه الويواكسيا. وصف باترفيلد أيضًا ألواح درع  وأشواك الويواكسيا بأنها متشابهة في التركيب الداخلي مع شعيرات كثيرات الأشعار. صرح مؤيدو ارتباطها مع الرخويات بأن الويواكسيا لا تظهر أي علامات للتجزئة أو الزوائد أمام الفم أو "الأرجل"  وكلها ميزات نموذجية لكثيرات الأشعار. تبنى أحد الكتاب موقفًا محايدًا، قائلاً إنه لا يرى أسسًا قوية لتصنيف الويواكسيا على أنها رخويات بدائية أو حلقيات بدائية، رغم اعتقاده بأن الاعتراضات ضد تصنيفها على أنها حلقيات أولية كانت أقوى.
لسنوات عديدة، كان الأودونتوجريفوس (ويعني حرفياً "اللغز المسنن" ) معروفًا من عينة واحدة فقط، وهي مسحة بيضاوية عديمة الملامح تقريبًا على لوح، مع اشارات لأسنان مخروطية دقيقة. ومع ذلك، فإن هناك 189 عينة اكتشفت في السنوات التي سبقت عام 2006 مباشرة، مما جعل من وصفها التفصيلي ممكنًا. كان لديها زوج من صفوف الأسنان على شكل حرف V أمام الفم مباشرة، تمامًا مثل الويواكسيا. أدى هذا إلى وضع الأودونتوجريفوس على طاولة الجدل حول ما إذا كانت الويواكسيا أقرب إلى الرخويات أو إلى نسب الحلقيات، مما أدى إلى تبادل صريح للآراء.

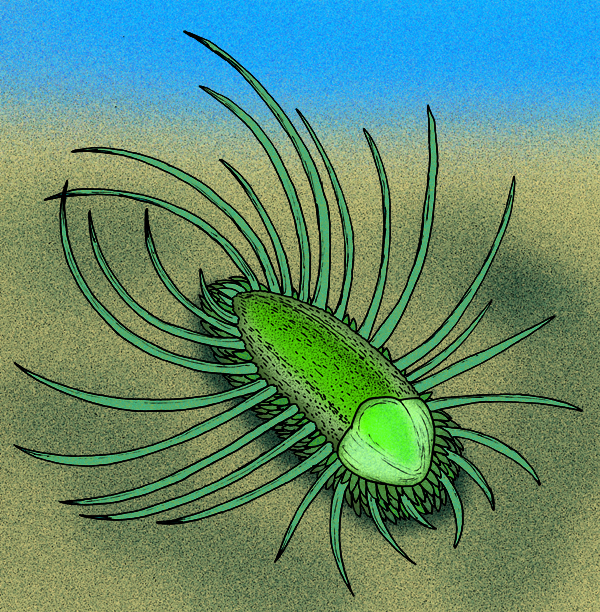
رسم فني للـ أورثروزانكلوس

اكتشف الأورثروزانكلوس ريبيروس ( ويعني "منجل الفجر ذي الشعر الخشن") في عام 2006 ووصف رسميًا في عام 2007. كان لهذا الحيوان جانب سفلي ناعم غير مدرع، لكن اسطحه المواجهة للأعلى كانت مزودة بدرع صغير بالقرب من مقدمته؛ بالإضافة إلى ثلاث مناطق من الصفائح المدرعة، إذ تتموضع احداها بالقرب من الجسم وواحدة منها تدور حول جسم هذا الحيوان؛ وهناك أشواك يتراوح عددها بين 16 إلى 20 شوكة مقوسة عموديا للأعلى على جانبي الجسم. ترتيب الصفائح الدرعية لدى الأورثروزانكلوس مشابه جدًا لترتيب الصفائح الموجودة لدى الويواكسيا التي عاصرتها في طفل برجس. صدفتها مشابه جدًا لواحدة من أنماط الأصداف المعروفة في طفل برجس، وتعرف باسم المسمى أويكوزيتيتيس ؛ وهي عبارة عن قشرة أمامية من حيوان الهالكيريد، والتي يرجع تاريخ معظم أحافيرها إلى أوائل العصر الكمبري، كما أن هذا النمط يوجد أيضا في أحافير الكمبري المبكر، مثل أوكرورانوس و إيوهالوبيا. تشير أوجه التشابه هذه إلى أن الأورثروزانكلوس كان شكلًا وسيطًا بين الويواكسيا و الهالكيريد، وأن جميع هذه الأصناف الثلاثة شكلت فرعاً حيويا،  وبعبارة أخرى مجموعة تتكون من سلف مشترك بجميع أحافده. لذلك أخذت  الأورثروزانكلوس موضعها على طاولة الجدل المعقد حول ما إذا كانت الويواكسيا أكثر ارتباطًا بالرخويات أو كثيرات الأشعار.
لسنوات عديدة، لم يُعرف سوى أحفورة واحدة منالنيكتوكاريس، وحُفظت بشكل سيئ. كانت هذه الأحفورة عبارة عن لغز، حيث كان رأسها يشبه إلى حد ما رأس المفصليات ولكن جسمها كان يشبه الحبليات بسبب ما يبدو أنه زعانف على ظهرها وبطنها. في عام 2010، وصف سميث وكارون 91 عينة أخرى منها، بعضها كانت حالتها جيدة جدًا، وأعادوا بناءها على أنها رأسيات الأرجل. وعلى عكس رأسيات الأرجل اللاحقة، كان لديها ذراعين فقط، ويبدو أن عينيها مثبتتان على سيقان. لكنها كانت تحتوي على قمع ناعم مشابه للأقماع المستخدمة في الدفع عند رأسيات الأرجل الحديثة.
كانت  الكناديا تصنف لوقت طويل على أنها دودة من كثيرات الأشعار. أظهر أحد الفحوص المجهرية الأخيرة أن أسطح الشعيرات المتعددة على "أرجلها" كانت تظهر خاصية التحزز الحيودي مما يجعل هذا الحيوان يتقزح لونيا.
إن أحافير الحبليات، وهي الشعبة التي ينتمي إليها البشر، نادرة جدًا في رواسب الكمبري. صنف كونواي موريس أحفورة بيكايا من طفل برجس على أنها من الحبليات بحجة أنها تحتوي على حبل ظهري بدائي، وهو قضيب غضروفي تطور إلى العمود الفقري في الفقاريات. أثيرت الشكوك حول هذا التصنيف، لأن معظم السمات المهمة فيها ليست تمامًا مثل الموجودة في الحبليات، فعلى سبيل المثال: تحتوي على كتل عضلية متكررة على جانبيها ولكنها ليست شيفرونية الشكل؛ ولا يوجد دليل واضح على أي شيء يشبه الخياشيم لديها. ويبدو أن حلقها يقع في الجزء العلوي من جسمها وليس في الجزء السفلي منه. كما أن لديها "لوامس" في مقدمة رأسها، وهي خاصية لا توجد في الحبليات الحية الآن. في أحسن الأحوال، قد تكون مجموعة الجذعية من الحبليات، وبعبارة أخرى: قد تكون "عمة" تطورية للحبليات الحية. قد تكون  الميتاسبرينجينا، الموجودة أيضًا في طفل برجس ولكن بندرة، عبارة عن حيوان من الحبليات، بشرط أن تكون الهياكل الشيفرونية المتكررة على طول جوانبها تمثل كتل عضلية. تم الاحتفاء بالبيكايا في منتصف السبعينيات كأقدم الحبليات المعروفة حينها،  إلا أنه تم العثور منذ ذلك الحين على ثلاث سمكات عديمة الفك بين أحافير تشنغجيانغ، بعمر أقدم بحوالي 17 مليون سنة من طفل برجس.
| الجنس                  | الشعبة         | الطائفة                     | التواجد                         | ملاحظات | صورة |
| ---------------------- | -------------- | --------------------------- | ------------------------------- | --- | ---- |
| آيشيا                  | جميع المفصليات | مجموعة جذعية؟               |                                 | فصيات لها زوائد للمشي. غالبا ما توجد مرتبطة بالاسفنج، وهذا يقترح امكانية أنها تتغذى عليها |      |
| هالوسيجينيا            | حاملات المخالب | مجموعة جذعية                | توجد في طفل برجس وكذلك في الصين | فصيات مدرعة، كان شكلها المتخيل في السابق مقلوبا رأسا على عقب، حتى صحح هذا الشكل لاحقا من عينات أتت من الصين، إذا تبين أن ما كان يعتقد بأنه أقدام، ما هي إلا أشواك في الواقع. |      |
| ماريلا                 | مفصليات الأرجل | بدائي                       | أكثر من ١٥٠٠٠ عينة              | أكثر الحيوانات شيوعا في طفل برجس. كان والكوت يسميها بالسلطعون المزركش، لأنها تحمل درعا يمتد من رأسها إلى خياشيمها. الزوائد الشبيهة بالفرشاة الخارجة من رأسها قد تستخدمها لكنس الطعام إلى فمها. |      |
| كنداسبيس (درعيات كندا) | مفصليات الأرجل | غير معين                    | ٤٠٠٠ عينة من طفل برجس           | لها صلة قرابة بأنواع الروبيان الحالية، أغلب عيناتها لم تحفظ إلا ذبلها المميزة. كانت تستخدم أقدامها لتنبش الوحل بحثاً عن طعامها. |      |
| وابتيا                 | مفصليات الأرجل | غير معين                    |                                 | مفصليات لديها جسم مستطيل، مع مقدمة مغطاة بذبل صلب. بطنها مدرع بشكل أقل ولا يحمل أقداما، وأما ذيلها فشوكي الشكل. كانت الوابتيا من الأنواع العلافة التي تتحرك على أرض المحيط لتبحث عن طعامها. |      |
| برجيسيا                | مفصليات الأرجل | غير معين                    |                                 | لها صلة قرابة بعنكبيات الشكل. البرجيسيا لها بنية رقيقة تحت ذبلها المستدير. طولها أقل من ٢ سم. |      |
| لينتشويليا             | مفصليات الأرجل | ميغاتشيريا (الأيادي العظمى) |                                 | تتميز اللينتشويليا عن باقية المفصليات بأياديها. إذ تنقسم إلى ثلاثة زوائد، ربما كانت تستخدمها للبحث عن الطعام، بإعتبار أنها تفتقد لخاصية الأشواك الخاصة بالمفترسات. |      |
| سانكتاكاريس            | مفصليات الأرجل | كلابيات القرون              |                                 | لها صلة قرابة بسلطعون حدوة الحصان المعاصر. لم توصف السانكتاكاريس إلا عام ١٩٨١. تتكون من ذيل مسطح وكبير، وهذا ما قد يقترح أنها كانت سباحة ماهرة، ولديها مجموعة من ست زوائد على كلا جانبيها، ولها رأس في غاية الإنسيابية. |      |
| سدنيا                  | مفصليات الأرجل | غير معين                    |                                 | السدنيا مفترسة طفل برجس، ذات الـ ١٣ سم طولاً، كانت تفترس التريلوبايت والصدفيات والهيوليثانيات.سميت بهذا الاسم تيامناً بسدني، الابن الثاني لوالكتوت. |      |
| يوهويا                 | مفصليات الأرجل | ميغاتشيريا (الأيادي العظمى) |                                 | اليوهويا ذات جسم انسيابي، وقورنت عام ٢٠٠٠ بالروبيان السرعوف المعاصر، في رأسها يدين بأربع أصابع، وربما افترست التريلوبايت بتحطيمها، أو طاعنة إياها بأصابعها. |      |
| ويواكسيا               | رخويات         | مجموعة جذعية                |                                 | تشبه في مظهرها بزاقات ورقية مدرعة، ما يزال الجدل قائماً حول تصنيفها، إلا انه من المحتمل أن تكون ضمن ديدان كثيرات الأشعار. ربما كان نظامها الغذائي يعتمد على الفتات العضوي. |      |
| أوبابينيا              | مفصليات الأرجل | قشريات رهيبة                |                                 | الأوبابينيا من الأصناف الغريبة في طفل برجس؛ إذ لديها خمس عيون معقنة (أي لها عنق) وفم خرطومي محزز كخرطوم المكنسة ذو خمسة مخالب في طرفه. ربما استخدمت الأوبابينيا اسلوبين في التنقل، سابحة وماشية في قاع المحيط. |      |
| نيكتوكاريس             | رخويات         | غير معين                    | كائن نادر                       | من النادر حفظ النيكتوكاريس، ولربما كانت سباحة بناءا على جسمها الإنسيابي. قد تكون أشكال أولية من الرأسقدميات، ربما عاشت مفترسة أو قمامة. |      |
| بيكايا                 | حبليات         | بدائي                       |                                 | ربما انحدرت من حبليات أبكر استنادا على مواد الأحافير من الصينية، سبحت البيكايا في مياه الكمبري كالأسماك المعاصرة. اعتبرت في الأصل بأنها أكثر الحبليات بدائيةً، لديها زائدتين شبيهات بالزعانف في رأسها، وهذا بخلاف الفقريات. |      |
| أنومالوكاريس           | مفصليات الأرجل | قشريات رهيبة                |                                 | كأنها ربيان عديم الرأس، طولها قد يصل إلى ١٨ سم، مما يجلعها ضمن العمالقة المفترسين في طفل برجس، هناك أحافير تريلوبايت عليها آثار قضمات ربما كانت من أفواه الأنومالوكاريس. عندما وصفت أول مرة، وصف فكها السفلي بشكل منفصل عن فمها، واعتبرا حيوانين منفصلين. فكان يظن بأن الفك السفلي شيء يشبه الروبيان، والفم نوع من قناديل البحر. حتى صحح هذا الخطأ لاحقا. وكما قريباتها، فإن لديها أعين معنقة. |      |

### الآثار الأحفورية
يندر أن يعثر على آثار أحفورية في طفل برجس، ومع هذا فقد اكتشفت مسارات لمفصليات الأرجل.

## الأهمية
لطالما كانت تحليلات أحافير طفل برجس مهمة لتفسير السجل الأحفوري لما قبل الكمبري والكمبري، وبالتالي مهمة للفهم العلمي لطبيعة تطور الكائنات المبكر. أدرك الجيولوجي وعالم الأحافير الإنجليزي ويليام باكلاند (1784-1856) حدوث تغيير جذري في سجل الأحافير في بداية العصر الكمبري، منذ 542 مليون سنة مضت. يقدر عمر أقدم أحافير ثلاثية الفصوص من العصر الكمبري بحوالي 530 مليون عامًا، إلا أنها كانت بالفعل متنوعة وواسعة الانتشار، مما يشير إلى أن هناك تاريخ خفي وطويل لهذه المجموعة. كما أن ظهور أقدم الأحافير التي قبلت لدى أوساط علمية مختلفة بأنها من شوكيات الجلد كان في نفس الوقت تقريبًا. ونظرًا لأن معاصري داروين لم يكن لديهم المعرفة الكافية لتحديد التواريخ النسبية لصخور الكمبري، فقد تكون لديهم انطباع بأن تلك الحيوانات قد ظهرت بشكل فجائي. اعتبر تشارلز داروين أن الوجود الانفرادي لثلاثيات الفصوص في العصر الكمبري والغياب التام للحفريات الوسيطة الأخر هي المشكلة "الأكثر خطورة" على نظريته في الانتقاء الطبيعي، وخصص فصلًا كاملاً في كتاب أصل الأنواع حول هذه المسألة. وتكهن بأن هذه الظاهرة، المعروفة الآن باسم الانفجار الكمبري،  كانت نتيجة لفجواتٍ في تسلسل الصخور الحاملة للأحافير وكذلك في الفجوات المتعلقة بالمعرفة المحيطة بتلك الصخور.

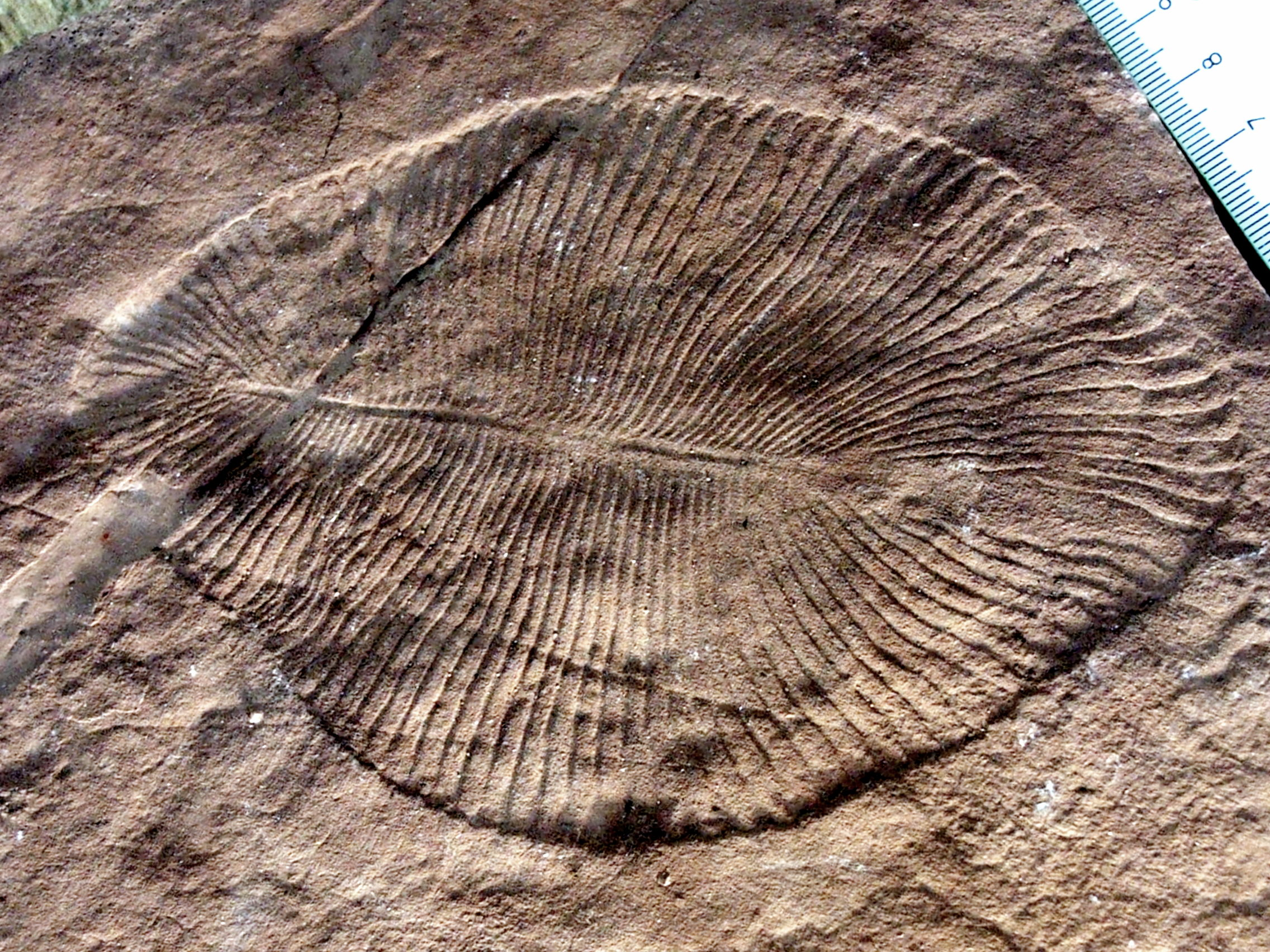
ديكنسونيا ، إحدى الأحافير المكتشفة في تلال إدياكارا

قدمت بعض الأدلة الجيولوجية التي قد تشير لوجود أحافير سابقة لتلك الفترة، إلا أن هذه الأدلة قد رفضت رفضا واسعاً لفترة طويلة. عثر على أحافير من العصر الإدياكاري، العصر السابق للكمبري مباشرة، لأول مرة في عام 1868، لكن العلماء آنذاك افترضوا عدم وجود حياة في ما قبل الكمبري، وبالتالي رفضوا هذه الأحافير واعتبروها نتاج عمليات فيزيائية. بين عامي 1883 و 1909 اكتشف والكوت أحافير أخرى تعود إلى عصر ما قبل الكمبري، ولاقت القبول في ذلك الوقت. ومع ذلك، في عام 1931، رفض ألبرت تشارلز سيوارد جميع الادعاءات  الزاعمة بالعثور على أحافير في ما قبل الكمبري. في عام 1946 ، لاحظ ريغ سبريغ وجود "قناديل البحر" في صخور تلال إدياكرا في أستراليا. ومع أنها تعرف الآن بأنها قادمة من العصر الإدياكاري، إلا أنه كان يُعتقد في ذلك الوقت أنها تشكلت في العصر الكمبري. منذ عام 1872 فصاعدًا، عثر على أحافير صدفية صغيرة، بحجم لا يزيد عن بضعة ملليمترات، في صخور الكمبري المبكرة جدًا، وعثر عليها لاحقًا أيضًا في الصخور العائد تاريخها إلى نهاية العصر الإيدكاري السابقة، لكن العلماء أدركوا في الستينيات أن هناك مجموعة كبيرة من الحيوانات في ذلك العصر، وبعضها يُعرف الآن باسم الرخويات.
إن وجهة نظر داروين - القائلة بأن الفجوات في السجل الأحفوري مسؤولة عن الظهور المفاجئ على ما يبدو لأشكال الحياة المتنوعة - لا تزال تحظى بدعم علمي بعد أكثر من قرن من صدورها. في مطلع سبعينيات القرن الماضي، جادل كل من وايت دورهام ومارتن جلاسنر بأن مملكة الحيوان لديها تاريخ طويل في دهر الطلائع لكنه مخفي عنا بسبب نقص الأحافير الآتية من ذلك الدهر. ومع ذلك، كان لبريستون كلاود وجهة نظر مختلفة حول أصول الحياة المعقدة، إذ كتب في عامي 1948 و 1968 أن تطور الحيوانات في العصر الكمبري المبكر كان "متفجرًا". هذه النظرة "المتفجرة" كانت مدعومة بفرضية التوازن النقطي، التي طورها إلدردج وجولد في مطلع السبعينيات - والتي تنظر إلى التطور على أنه فترات طويلة من الركود المتقاربة "تتخللها" فترات قصيرة من التغيير السريع.
أخفيت أحافير طفل برجس في غرف التخزين حتى الستينيات.  ولما بدأ ويتينجتون وزملاؤه بنشر اكتشافاتهم عن طفل برجس لأول مرة في مطلع السبعينيات، أصبحت الأحافير محور الجدل حول مدى سرعة نشوء الحيوانات، وفسرت بأنها دليل على أن جميع حيوانات شعبة ثنائيات التناظر ظهرت في أوائل العصر الكمبري، جنبًا إلى جنب مع العديد من الشعب الأخرى التي انقرضت بنهاية العصر الكمبري.
- —= خطوط النسب
- = عقدة قاعدية
- = عقدة تاج
- = المجموعة الكلية
- = مجموعة تاج
- = مجموعة جذعية

المجموعات الجذعية

ومع ذلك فإنه ظهر حينذاك علم التصنيف التفرعي في نهاية الخمسينيات، ليبدأ في تغيير نهج العلماء في التصنيف. على عكس الأساليب السابقة، يحاول علم التصنيف التفرعي النظر في جميع خصائص الكائن الحي، بدلاً من تلك التي تم اختيارها باعتبارها الأكثر أهمية. ونتيجة لهذا، فإنها تولي أهمية أقل للخصائص الفريدة أو الشاذة من تلك الخصائص المشتركة، لأن الأخيرة هي فقط هي من يمكنها إظهار العلاقات. كما تؤكد التفرعات الحيوية أيضًا على مفهوم مجموعة أحادية العرق، أو بمعنى آخر، المجموعة التي تتكون فقط من سلف مشترك وجميع أحفادها - فعلى سبيل المثال، يعتبر المصطلح التقليدي "الزواحف" عديم الفائدة، لأن الثدييات والطيور تنحدر من مجموعات مختلفة من "الزواحف"، ولكنها لا تعتبر "زواحف". تعتبر مفاهيم مجموعات التاج والمجموعات الجذعية، التي قدمت لأول مرة باللغة الإنجليزية في عام 1979، نتائج لهذا النهج الجديد في التصنيف. مجموعة التاج هي مجموعة أحادية النمط من الكائنات الحية، والمجموعة الجذعية هي مجموعة غير أحادية النمط من الكائنات التي لا تحتوي على جميع السمات المشتركة لمجموعة التاج ولكن لديها ما يكفي لتمييزها بوضوح عن الأقارب المقربين لمجموعات التاج الأخرى - بعبارات بسيطة للغاية، هم "عمات تطوريون" للكائنات الحية في مجموعة التاج. الشعبة هي مجموعات تاجية، وإن حقيقة أن بعض خصائصها تعتبر سمات تعريفية هي ببساطة نتيجة لحقيقة أن أسلافهم نجوا بينما انقرضت السلالات ذات الصلة الوثيقة بهم.
أجرى بريجز وويتنجتون تجارب على التصنيف التفرعي في فترة أمتدت بين عامي 1980 إلى 1981، وعلى أن النتائج مليئة بالإبهامات، إلا أنها أقنعتهم بأن التصنيف التفرعي يوفر آفاقاً معقولة لفهم حيوانات طفل برجس. أكتشفت طبقات أحافير أخرى منذ عام 1980 - بعضها صغير إلى حد ما والبعض الآخر منتشر في طفل برجس - أنتجت أيضًا مجموعات مماثلة من الأحافير، وتظهر أن أنواع الحيوانات التي تمثلها تعيش في البحار في جميع أنحاء العالم. يبدو أن معظم سلالات الحيوانات الرئيسية قد نشأت قبل عصر طفل برجس، وأيضاً قبل  تشنغجيانغ وسيريوس باسيت لاجرستاتن أي قبلها بحوالي 15 مليون سنة، إذ عثر على أحافير مشابهة جدًا من ذلك الوقت،  أي حينما أكتمل الانفجار الكمبري وقتذاك. اقترح في التسعينيات أن بعض الأحافير الإدياكارية التي تعود إلى 555  إلى 542  مليون سنة مضت2، قبل بداية العصر الكمبري مباشرة، ربما كانت ثنائيات بدائية، وربما كانت الكيمبرلا واحدة من الرخويات البدائية. بحلول عام 1996، مع اكتشافات الأحافير الجديدة التي تملأ بعض الفجوات في "شجرة العائلة"، كان يُنظر إلى بعض "عجائب طفل برجس الغريبة" مثل الهالوسيجينيا والأوبابينيا كأعضاء جذعيين لمجموعة كاملة تضم مفصليات الأرجل وبعض الشعب الحية الأخرى.